# Мой сын Хантер
«Мой сын Хантер» (англ. My Son Hunter) —  американский полнометражный художественный фильм 2022 года режиссёра Роберта Дави, посвященный жизни Хантера Байдена.

## Синопсис
В центре сюжета фильма — сделки Хантера Байдена за рубежом. Продюсеры заявили: «Биографический фильм подробно описывает … деловые отношения и образ жизни Хантера Байдена. . .».

## В ролях
- Лоуренс Фокс — Хантер Байден[1][4][3][5]
- Джина Карано — агент секретной службы[2][6][7]
- Джон Джеймс — президент США Джо Байден[8][9][5][10]

## Производство
Разработкой фильма занимается компания The Unreported Story Society, пытаясь собрать бюджет в 2,5 миллиона долларов. В настоящее время проект собрал более 2 миллионов долларов путём краудфандинга на своем официальном сайте. По словам звезды Джины Карано, пре-продакшн начался ещё в феврале 2021 года. Роберт Дэви займётся постановкой фильма, а Фелима Макалира и Энн Макэлхинни выступят в качестве продюсеров.
Джина Карано, которая сыграет в фильме «уставшего от всего» агента секретной службы, заявила: «Сценарий сразу же заинтриговал меня и показался до боли уморительным, особенно после того, как в 2020 году я только познакомилась с политической сферой. Роберт Дэви — человек, который связался со мной, как только меня „отменили“ в феврале 2021 года. Я подписала контракт в поддержку Дэви и одного из моих любимых актёров, Лоуренса Фокса».
Производство началось в конце октября в Сербии и продлилось четыре недели.

## Релиз
В интервью телеведущему Грегу Келли Фокс и Карано заявили о надежде выпустить фильм в первом квартале 2022 года.